# Bohuslän
Bohuslän – kraina historyczna (landskap) położona nad cieśniną Skagerrak na zachodnim wybrzeżu (västkusten) Szwecji, granicząca od północy z Norwegią a od wschodu z Dalslandem i Västergötlandem. Nazwa krainy pochodzi od twierdzy Bohus (szw. Bohus fästning).
Gminy, których ośrodki administracyjne leżą w granicach Bohuslänu (od kierunku północnego):
- Strömstad
- Tanum
- Munkedal (niewielka część gminy na wschód od Munkedal należy do Dalslandu)
- Sotenäs
- Lysekil
- Uddevalla
- Orust
- Tjörn
- Stenungsund
- Kungälv
- Öckerö.

Największe skupiska ludności:
- Uddevalla
- Kungälv
- niewielka część Göteborga (na wyspie Hisingen).